# Saint-Privat (Hérault)
Saint-Privat is een gemeente in het Franse departement Hérault (regio Occitanie) en telt 218 inwoners (1999). De plaats maakt deel uit van het arrondissement Lodève.

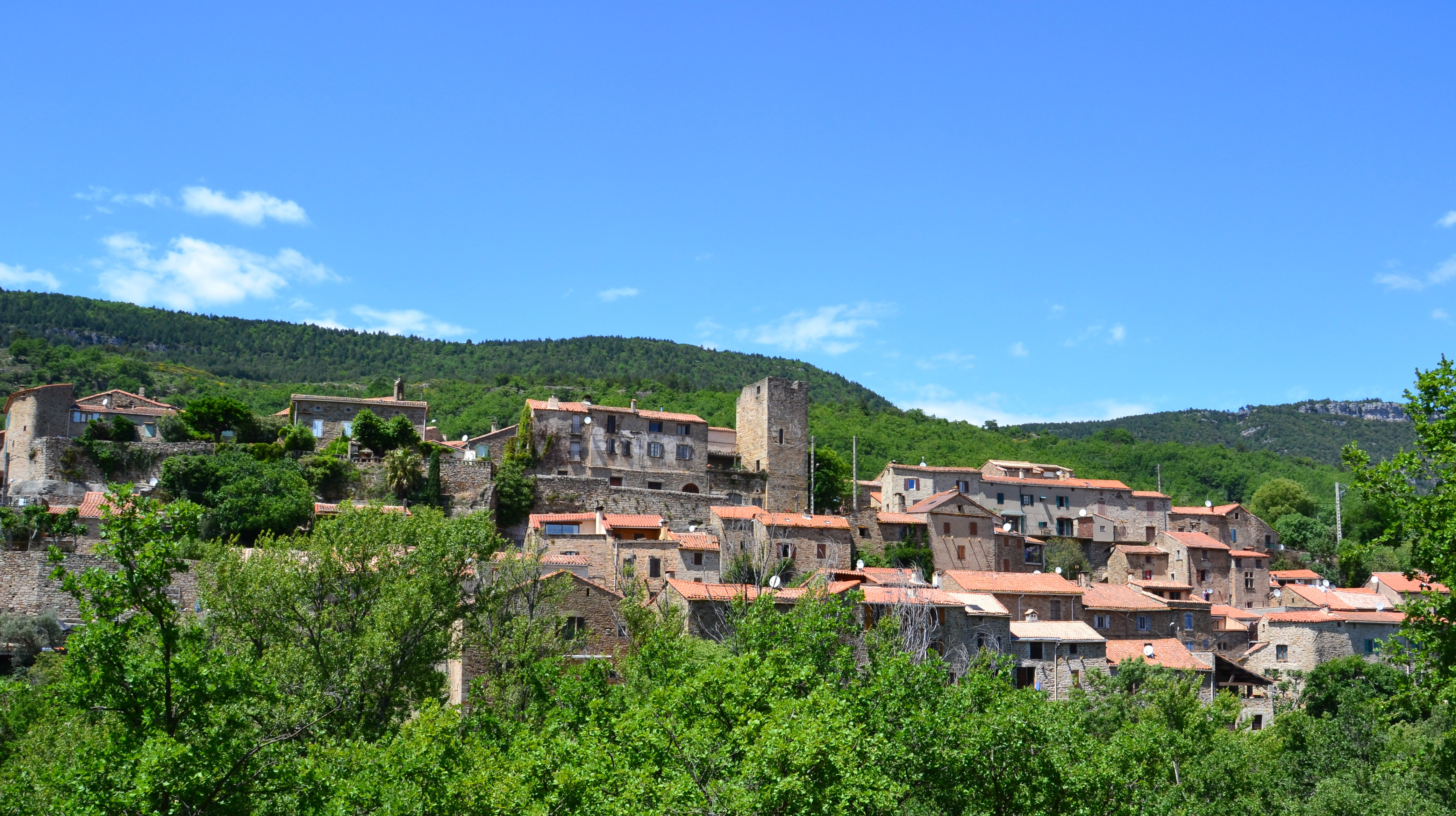
Saint-Privat
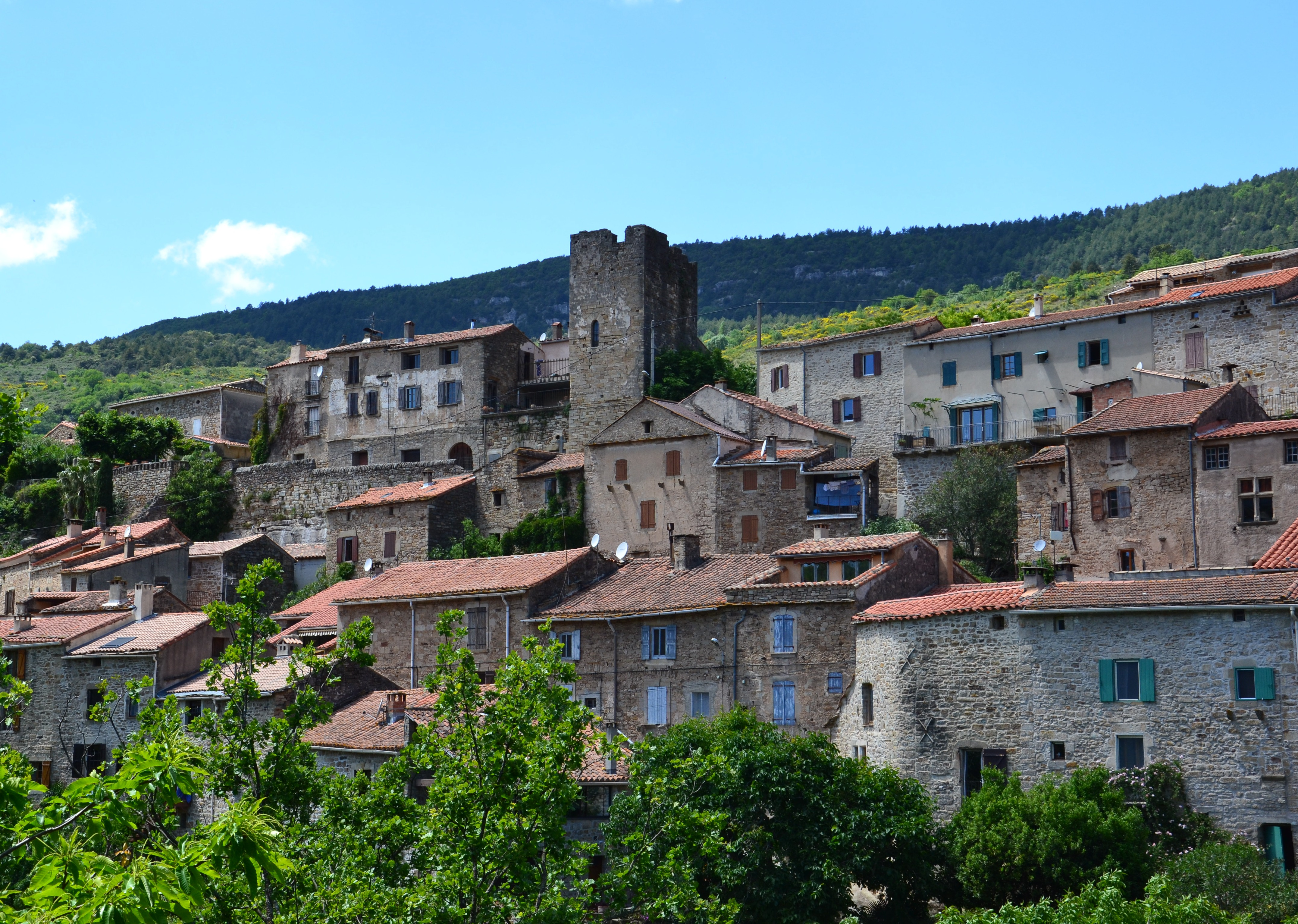
Saint-Privat
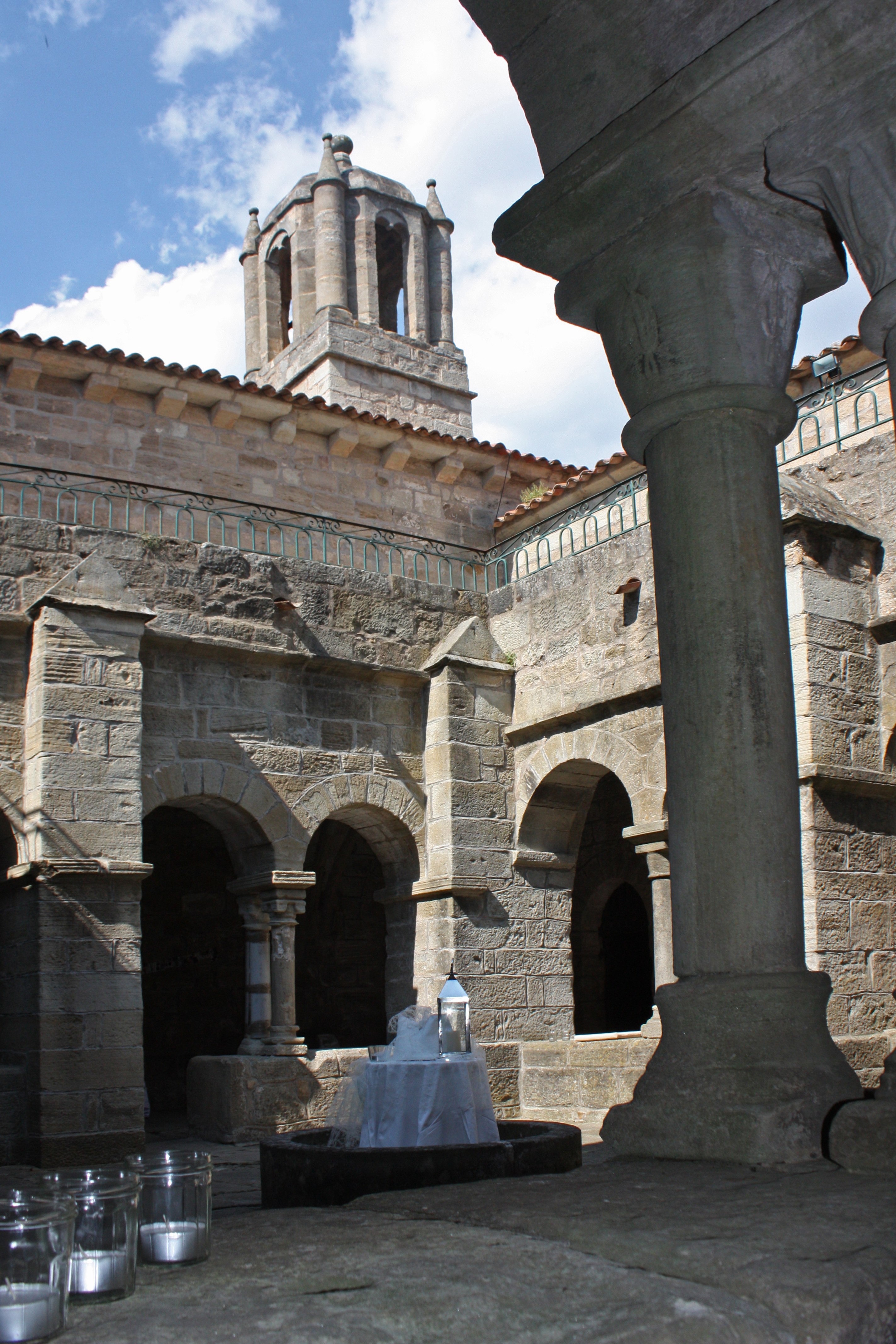
Priorij de Grandmont

## Geografie
De oppervlakte van Saint-Privat bedraagt 28,1 km², de bevolkingsdichtheid is 7,8 inwoners per km².
De onderstaande kaart toont de ligging van Saint-Privat (Hérault) met de belangrijkste infrastructuur en aangrenzende gemeenten.

## Demografie
Onderstaande figuur toont het verloop van het inwonertal (bron: INSEE-tellingen).